# Запорожская улица (Казань)
Запорожская улица ― улица в посёлке Борисково Приволжского района Казани. Название от города Запорожье, на момент присвоения наименования — областного центра в Украинской ССР.

## География
Начинаясь от Витебской улицы, пересекает улицы Красноводская, Белорусская, Канская, Дегтярёва, Полонная, Тульская и прерывается магистралью имени 100-летия ТАССР, затем вновь начинается от её дублёра, пересекает Дудинскую улицу и заканчивается пересечением с Пожарной улицей.

## История
Возникла в первой половине 1950-х годов как 1-я Проектная улица в связи с расширением посёлка, в том числе из-за переноса сюда домов из зоны затопления Куйбышевским водохранилищем. Среди перенесённых домов были и дома завода «Пролетарий» («Лесхозмаш») с детским садом. До 1956 года входила в Свердловский район города, после его упразднения вошла в Приволжский район . Переименована 14 июня 1961 года.
В 1990-е годы по программе ликвидации ветхого жилья все заводские дома были снесены.
Во второй половине 2010-х годов часть домов была снесена для строительства участка магистрали имени 100-летия ТАССР, участка Большого казанского кольца. В это же время на улице появились новые объекты: фельдшерско-акушерский пункт и церковь на месте одного из домов бывшего завода «Лесхозмаш».

## Объекты
- № 20 — детский сад № 159 завода «Лесхозмаш» (снесён).[3]
- №№ 22, 24, 28, 30, 34 — жилые дома завода «Лесхозмаш» (снесены).[3]
- № 39 — церковь Илии Пророка.[7]
- № 101/28 — филиал городской поликлиники № 3.[8]